# Daniel Piret
Daniel Piret, né le 28 mars 1933 à Paris et mort le 22 octobre 2020 à Sarlat-la-Canéda, est un écrivain français de science-fiction et d'anticipation.

## Biographie
Daniel Piret est commerçant à Ivry-sur-Seine, rue Pierre-Guignois, quand il écrit son premier roman publié en 1972 dans la collection Fleuve Noir Anticipation.

## Œuvres
- Année 500.000, Paris, Éditions Fleuve noir, coll. « Fleuve Noir Anticipation », n° 490, 1972
- Les Deux soleils de Canaé, Paris, Éditions Fleuve noir, coll. « Fleuve Noir Anticipation », n° 525, 1972
- Les Disques de Biem-Kara, Paris, Éditions Fleuve noir, coll. « Fleuve Noir Anticipation », n° 575, 1973
- Les Égarés du temps, Paris, Éditions Fleuve noir, coll. « Fleuve Noir Anticipation », n° 554, 1973
- Ahouvati le Kobek, Paris, Éditions Fleuve noir, coll. « Fleuve Noir Anticipation », n° 640, 1974
- Le Maître de Phallaté, Paris, Éditions Fleuve noir, coll. « Fleuve Noir Anticipation », n° 595, 1974
- Les Fils de l'Atlantide, Paris, Éditions Fleuve noir, coll. « Fleuve Noir Anticipation », n° 604, 1974
- Naître ou ne pas naître, Paris, Éditions Fleuve noir, coll. « Fleuve Noir Anticipation », n° 621, 1974
- Le Grand passage, Paris, Éditions Fleuve noir, coll. « Fleuve Noir Anticipation », n° 649, 1975
- Le Onzième satellite, Paris, Éditions Fleuve noir, coll. « Fleuve Noir Anticipation », n° 680, 1975
- Le Tell de la puissance, Paris, Éditions Fleuve noir, coll. « Fleuve Noir Anticipation », n° 668, 1975
- Les Egrégores, Paris, Éditions Fleuve noir, coll. « Fleuve Noir Anticipation », n° 687, 1975
- La Dernière mort, Paris, Éditions Fleuve noir, coll. « Fleuve Noir Anticipation », n° 727, 1976
- Le Manuscrit, Paris, Éditions Fleuve noir, coll. « Fleuve Noir Anticipation », n° 754, 1976
- Le Rescapé du Gaurisankar, Paris, Éditions Fleuve noir, coll. « Fleuve Noir Anticipation », n° 739, 1976
- Les Survivants de Miderabi, Paris, Éditions Fleuve noir, coll. « Fleuve Noir Anticipation », n° 711, 1976
- Sakkara, Paris, Éditions Fleuve noir, coll. « Fleuve Noir Anticipation », n° 702, 1976
- La Dernière Mort, Paris, Éditions Fleuve noir, coll. « Fleuve Noir Anticipation », n° 726, 1976
- Sogol, Paris, Éditions Fleuve noir, coll. « Fleuve Noir Anticipation », n° 761, 1976
- Vae Victis !, Paris, Éditions Fleuve noir, coll. « Fleuve Noir Anticipation », n° 721, 1976
- La Mort des dieux, Paris, Éditions Fleuve noir, coll. « Fleuve Noir Anticipation », n° 804, 1977
- Les Dévoreurs d'âmes, Paris, Éditions Fleuve noir, coll. « Fleuve Noir Anticipation », n° 825, 1977
- L'Île des Bahalim, Paris, Éditions Fleuve noir, coll. « Fleuve Noir Anticipation », n° 813, 1977
- Xurantar, Paris, Éditions Fleuve noir, coll. « Fleuve Noir Anticipation », n° 781, 1977
- Interférence, Paris, Éditions Fleuve noir, coll. « Fleuve Noir Anticipation », n° 861, 1978
- L'Ancêtre d'Irskaa, Paris, Éditions Fleuve noir, coll. « Fleuve Noir Anticipation », n° 848, 1978
- Le Navire-planète, Paris, Éditions Fleuve noir, coll. « Fleuve Noir Anticipation », n° 878, 1978
- N'Ooma, Paris, Éditions Fleuve noir, coll. « Fleuve Noir Anticipation », n° 947, 1979
- Strontium 90, Paris, Éditions Fleuve noir, coll. « Fleuve Noir Anticipation », n° 983, 1980
- Sloma de l'Abianta, Paris, Éditions Fleuve noir, coll. « Fleuve Noir Anticipation », n° 1113, 1981
- Les Envoyés de Mega, Paris, Éditions Fleuve noir, coll. « Fleuve Noir Anticipation », n° 1119, 1982
- Les Ellipses temporelles 1. Prométhée, Paris, Éditions Fleuve noir, coll. « Fleuve Noir Anticipation », n° 1140, 1982
- La 666e planète, Paris, Éditions Fleuve noir, coll. « Fleuve Noir Anticipation », n° 1201, 1983
- Les Ellipses temporelles 2. Les Fils de Prométhée, Paris, Éditions Fleuve noir, coll. « Fleuve Noir Anticipation », n° 1233, 1983
- La Parole, Paris, Éditions Fleuve noir, coll. « Fleuve Noir Anticipation », n° 1278, 1984
- Projet Espoir, suivi de Le crépuscule des idoles, Tarzana, (CA), USA, Black Coat Press, coll. « Rivière Blanche », n° 2049, 2008
- Les Enfants de la lumière, suivi de Les Miroirs, Tarzana, (CA), USA, Black Coat Press, coll. « Rivière Blanche », n° 2060, 2009
- Stase onirique, Tarzana, (CA), USA, Black Coat Press, coll. « Rivière Blanche », n° 2080, 2010
- La Saga des Ibars, Tarzana, (CA), USA, Black Coat Press, coll. « Rivière Blanche », n° 2080, 2011
- Aliens en Périgord, Tarzana, (CA), USA, Black Coat Press, coll. « Rivière Blanche », n° 2094, 2012
- Zanorah, suivi de Création, Tarzana, (CA), USA, Black Coat Press, coll. « Rivière Blanche », n° 2080, 2013
- Imbroglio Temporel, Tarzana, (CA), USA, Black Coat Press, coll. « Rivière Blanche », n° 2130, 2015

Sous le pseudonyme de Red Ilan
- Péril végétal, Eyrein, France, Éditions Roger Garry, coll. « Mémoires d'outre ciel», n° 2, 1979
- Cholom, Eyrein, France, Éditions Roger Garry, coll. « Mémoires d'outre ciel», n° 7, 1979
- La Sphère des templiers, Eyrein, France, Éditions Roger Garry, coll. « Mémoires d'outre ciel», n° 9, 1979
- Diaspora cosmique, Eyrein, France, Éditions Roger Garry, coll. « Mémoires d'outre ciel», n° 13, 1979
- Univers Alpha, Eyrein, France, Éditions Roger Garry, coll. « Mémoires d'outre ciel», n° 17, 1980